# Gemeinde Sežana
Die Gemeinde Sežana (slowenisch Občina Sežana) ist eine aus 65 Ortschaften und Siedlungen bestehende Gemeinde in Slowenien nahe der italienischen Grenze bei Triest (historische Landschaft Primorska, Region Obalno-kraška). Sie liegt im Karst und ist insbesondere wegen des Gestüts Lipica bekannt. Hauptort und Verwaltungszentrum ist die Stadt Sežana.

## Gemeindegliederung
Die Gemeinde Sežana gliedert sich in 12 selbstverwaltete Ortsgemeinschaften (slowenisch Krajevna skupnost), die fast alle mehrere Dörfer umfassen.
1. Avber (KS Avber[4])
2. Bogo (KS Štjak[5])
3. Brestovica pri Povirju (KS Povir[6])
4. Brje pri Koprivi (KS Dutovlje[7])
5. Dane pri Sežana (KS Dane pri Sežana[8])
6. Dobravlje (KS Avber)
7. Dol pri Vogljah (KS Sežana[9])
8. Dolenje (KS Štjak)
9. Dutovlje (KS Dutovlje)
10. Filipčje Brdo (KS Tomaj)
11. Godnje (KS Dutovlje)
12. Gorenje pri Divači (KS Povir)
13. Gradišče pri Štjaku (KS Štjak)
14. Gradnje (KS Avber)
15. Grahovo Brdo (KS Tomaj)
16. Griže (KS Vrabče[10])
17. Hribi (KS Štjak)
18. Jakovce (KS Vrabče)
19. Jeriš (KS Kazlje)
20. Kazlje (KS Kazlje[11])
21. Kopriva (KS Dutovlje)
22. Kosovelje (KS Pliskovica[12])
23. Krajna vas (KS Dutovlje)
24. Kregolišče (KS Pliskovica)
25. Kreplje (KS Dutovlje)
26. Križ (KS Tomaj[13])
27. Krtinovica (KS Štjak)
28. Lipica (KS Sežana)
29. Lokev (KS Lokev[14])
30. Mahniči (KS Štjak)
31. Majcni (KS Štorje[15])
32. Merče (KS Sežana)
33. Nova vas (KS Štjak)
34. Orlek (KS Sežana)
35. Plešivica (KS Povir)
36. Pliskovica (KS Pliskovica)
37. Podbreže (KS Štorje)
38. Poljane pri Štjaku (KS Štjak)
39. Ponikve (KS Avber)
40. Povir (KS Povir)
41. Prelože pri Lokvi (KS Lokev)
42. Pristava (KS Štjak)
43. Raša (KS Avber)
44. Ravnje (KS Štjak)
45. Razguri (KS Vrabče)
46. Sela (KS Vrabče)
47. Selo (KS Štjak)
48. Senadolice (KS Štorje)
49. Stadt Sežana (KS Sežana)
50. Skopo (KS Dutovlje)
51. Stomaž (KS Vrabče)
52. Šmarje pri Sežani (KS Sežana)
53. Šepulje (KS Tomaj)
54. Štjak (KS Štjak)
55. Štorje (KS Štorje)
56. Tabor (KS Vrabče)
57. Tomaj (KS Tomaj)
58. Tublje pri Komnu (KS Pliskovica)
59. Utovlje (KS Tomaj)
60. Veliki dol (KS Pliskovica)
61. Veliko Polje (KS Vrabče)
62. Voglje (KS Sežana)
63. Vrabče (KS Vrabče)
64. Vrhovlje (KS Sežana)
65. Žirje (KS Povir)

## Geschichte
Die Gemeinde in existiert in ihrem heutigen Umfang seit 1994, als die damaligen Gemeinde Sežana in vier kleinere Gemeinden (Divača, Komen, Hrpelje-Kozina und Sežana) aufgeteilt wurde.
Auf dem Gemeindegebiet wurden zwei Massengräber aus der Zeit des Zweiten Weltkriegs gefunden.

## Sehenswürdigkeiten
- Gestüt Lipica in Lipica mit mehr als 300 Lipizzaners.[16]
- Wanderweg Das lebendige Karstmuseum in Sežana[17]
- Botanischer Garten Villa Mirasasso Sežana[18]
- Karsthöhle Vilencia bei Lokev, die älteste Schauhöhle Europas[19]
- Karstkirchen mit Gemälden von Tone Kralj[20]
- Militärmuseum Tabor in Lokev[21]

## Nachbargemeinden
| Italien | Komen, Vipava                               | Vipava |
| Italien | Kompassrose, die auf Nachbargemeinden zeigt | Divača |
| Italien | Hrpelje-Kozina                              | Divača |

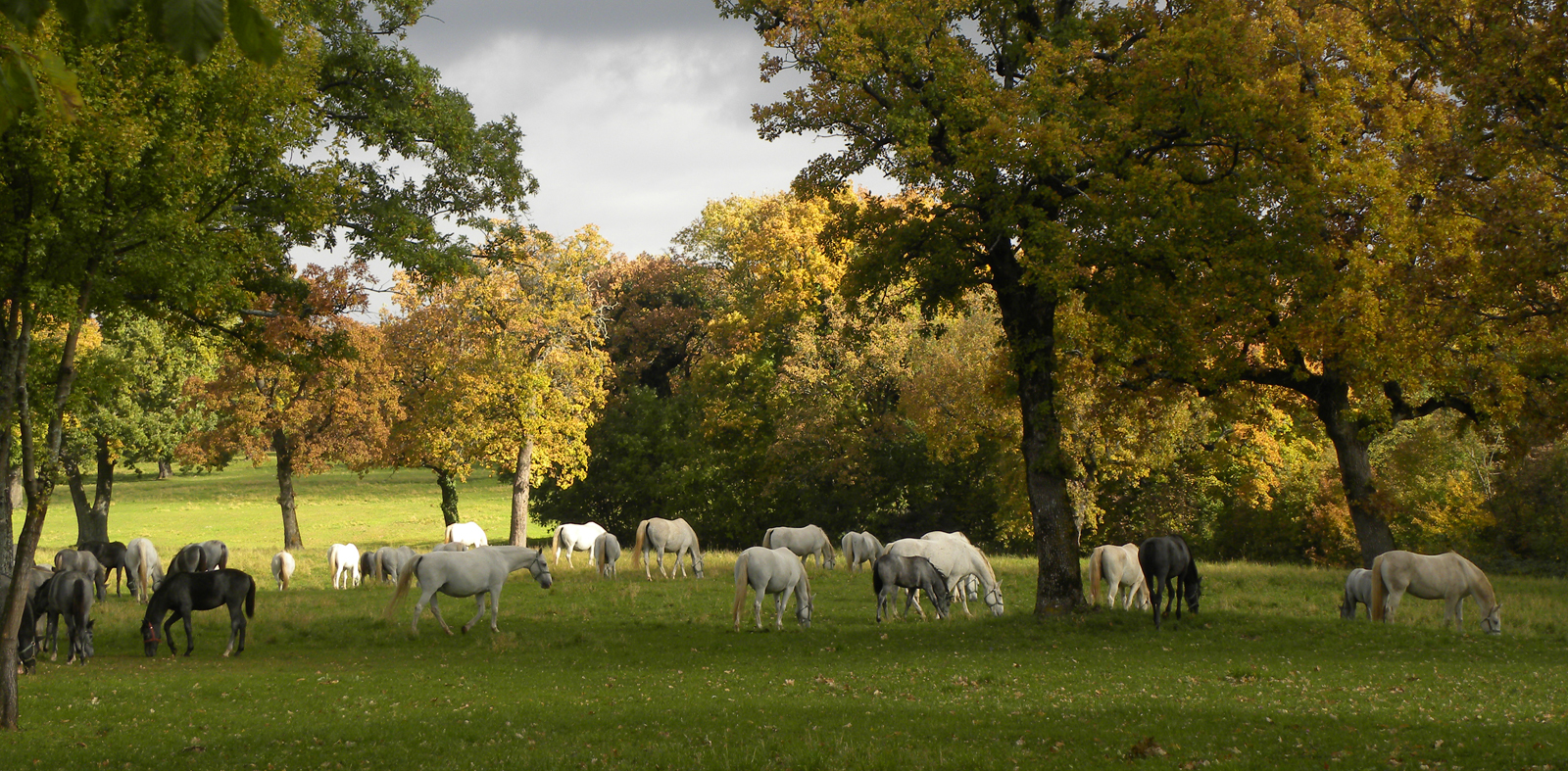
Lipica
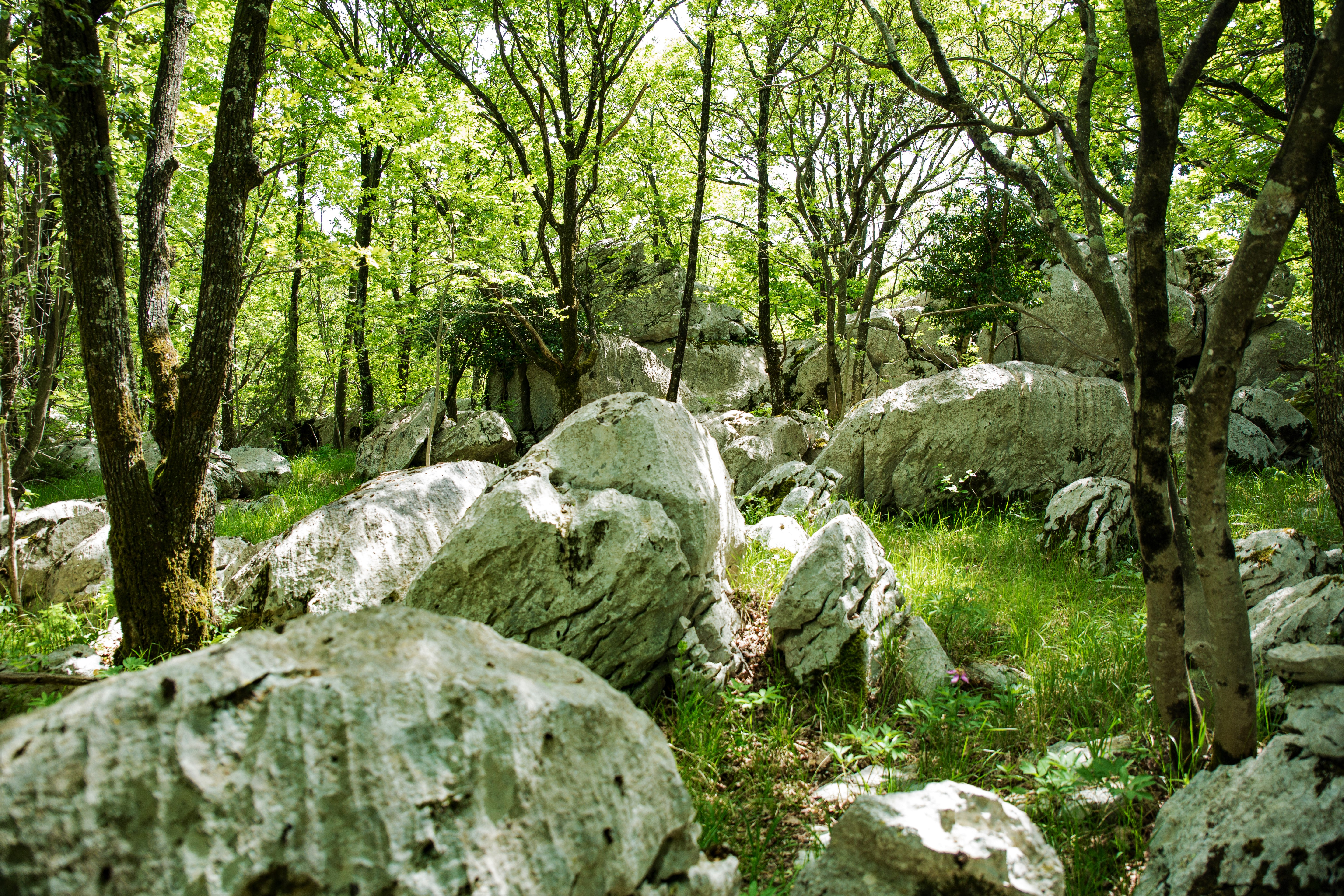
Lebendiges Karstmuseum
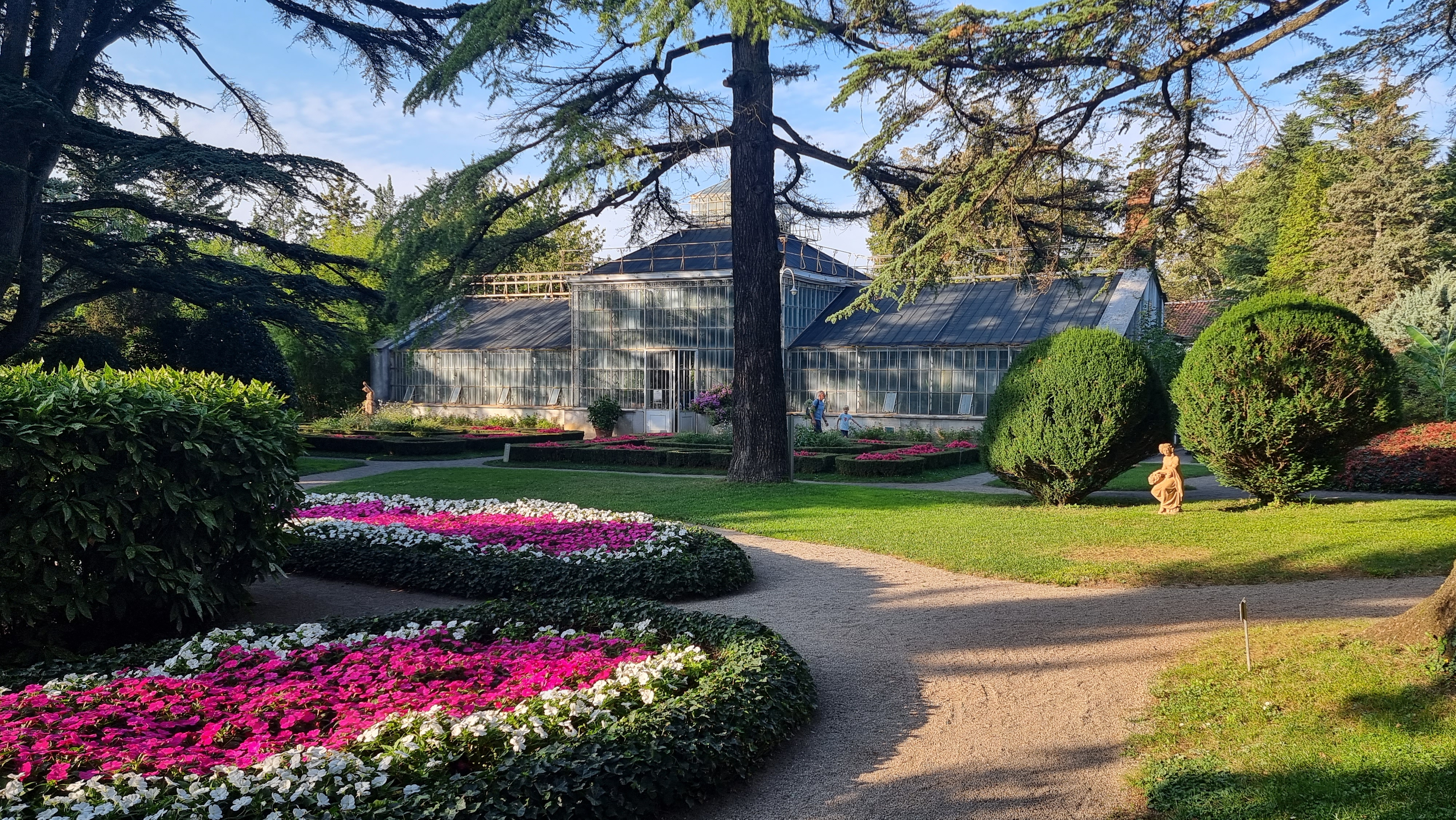
Botanischer Garten
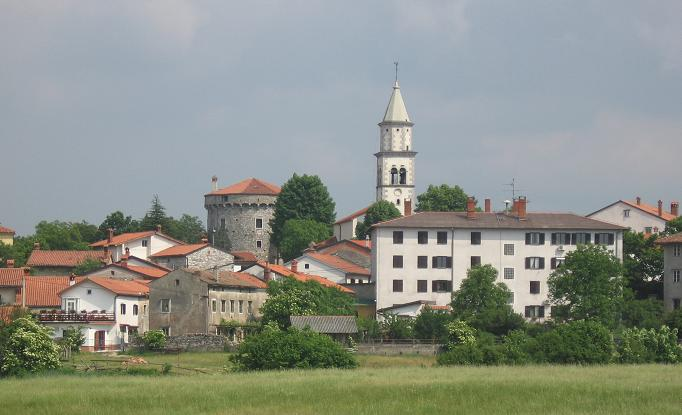
Lokev